# Бележење сигнала појединачних неурона
Електрофизиолошка техника названа single-cell recordings или single-unit recording се користи у сврху изучавања неуралне репрезентације, утврђивања улоге појединачног неурона у неком неуралном процесу. Заснива се на мерењу електричног одговора неурона на одређени стимулус или задатак са циљем да се утврди улога конкретног неурона у овом задатку..
Ова се техника због тога врши имплантирањем електрода унутар аксона (интрацелуларно мерење, унутарћелијско мерење) или на мембрану аксона (екстрацелуларно мерење, ванћелијско мерење). Имплантираним електродама мери се број створених акционих потенцијала у јединици времена као одговор на одређени стимулус или задатак. 
Multi-signal recordings је унапређени приступ којим је могуће снимити сигнал симултано са до 100 неурона 